# Nalotniczka fioletowa
Nalotniczka fioletowa (Hypochnella violacea Auersw. ex J. Schröt.) – gatunek grzybów z rodziny błonkowatych (Atheliaceae).

## Systematyka i nazewnictwo
Pozycja w klasyfikacji według Index Fungorum: Hypochnella, Atheliaceae, Atheliales, Agaricomycetidae, Agaricomycetes, Agaricomycotina, Basidiomycota, Fungi.
Takson ten w 1888 roku opisali Bernhard Auerswald i Joseph Schröter. Synonim: Hypochnus violaceus (Auersw. ex J. Schröt.) Sacc. 1888.
Nazwę polską zaproponował Władysław Wojewoda w 1999 r.

## Morfologia
Owocnik
Rozpostarty, przy oddzielaniu od podłoża odrywający się w kawałkach, miękki, początkowo pajęczynowaty, potem bardziej ciągły, prawie błoniasty, cienki. Żywy ma barwę ciemnofioletową, ale po wyschnięciu blaknie do jasnofioletowej, a eksykaty w zielniku mają barwę od ochrowej do jasnobrązowej. Brzeg mało zróżnicowany.
Cechy mikroskopowe
System strzępkowy monomityczny. Strzępki bez sprzążek, rozgałęziające się mniej więcej pod kątem prostym. Strzępki podstawek o pogrubionych ściankach, pigmentowane, pod mikroskopem brązowawe, szerokości 7–10 (–12) µm, strzępki subhymenium cieńsze, szerokości 5–8 µm, mniej lub bardziej inkrustowane niewielkimi kryształami o nieregularnym kształcie. Cystyd brak. Podstawki początkowo wąsko maczugowate, potem prawie cylindryczne, w dojrzałym stanie workowate, 20–27(–35) × 6–8 µm, z 4 sterygmami bez sprzążek. Bazydiospory mniej więcej jajowate, wrzecionowate lub nieco migdałowate, gładkie, pigmentowane, pod mikroskopem brązowawe, grubościenne, amyloidalne, z wyraźnym wierzchołkiem, 6,5–8 × 4–5 µm.

## Występowanie i siedlisko
Znane jest występowanie nalotniczki fioletowej w Ameryce Północnej, w Argentynie i w Europie. W Europie gatunek bardzo rzadki. W Polsce do 2003 r. znane było jedno tylko stanowisko, już historyczne, podane przez J. Schrötera w 1889 r. w Wodzisławiu Śląskim. W Czerwonej liście roślin i grzybów Polski ma status gatunku na terenie Polski wymarłego. Została jednak w Polsce znaleziona. W 2021 r. jej nowe, ale niezweryfikowane stanowisko podano w internetowym atlasie grzybów.
Nadrzewny grzyb saprotroficzny. Występuje na silnie zbutwiałym martwym drewnie w lasach.

## Gatunki podobne
Nalotniczkę fioletową można łatwo ozidentyfikować po fioletowej barwie, pigmentowanym strzępkom oraz grubościennych, gładkich i amyloidalnych zarodnikach. Istotne przy identyfikacji jest również to, że fioletowa barwa w martwych osobnikach po pewnym czasie zanika. Amyloidalność zarodników jest raczej trudna do zaobserwowania, ponieważ częściowo jest zamaskowana barwną ścianą zarodników.